# 3 Engel für Charlie (2019)
3 Engel für Charlie (Originaltitel Charlie’s Angels) ist ein im Jahr 2019 veröffentlichter Actionfilm, der ebenso wie der im Jahr 2000 erschienene 3 Engel für Charlie auf der Fernsehserie Drei Engel für Charlie aus den 1970er Jahren basiert. Er kam am 19. November 2019 in die US-amerikanischen Kinos und am 2. Januar 2020 in die deutschen Kinos.

## Handlung
Zu Beginn machen zwei „Engel“ unter Aufsicht von John Bosley in Rio de Janeiro einen Mann dingfest, der Hilfsgelder unterschlagen hat. Ein Jahr später geht John in den Ruhestand und wird von den Mitgliedern seiner Organisation verabschiedet. Die Townsend Agency agiert mittlerweile international, und Bosley ist nicht mehr der Name einer konkreten Person, sondern ein Rang in der Agency, der von mehreren Mitgliedern bekleidet wird.
Elena, eine junge Wissenschaftlerin in der Firma von Alexander Brok, hat in Hamburg einen Apparat namens „Calisto“ mitentwickelt, der in den falschen Händen so umprogrammiert werden kann, dass er, trotz verhältnismäßig kleiner Größe, durch die Abgabe eines starken elektromagnetischen Impulses Menschen töten kann. Peter Fleming, ihr Vorgesetzter, stiehlt „Calisto“. Elena wendet sich an die Agency. Edgar Bosley und die Engel Sabina und Jane treffen sich mit ihr. Bei einer Verfolgungsjagd wird Edgar von dem Auftragskiller Hodak, der Elena ausschalten soll, getötet. Jane und Elena entkommen knapp, weil Sabina die beiden rechtzeitig retten kann. Ein neuer Bosley, eine Frau, die von den Engeln kurz Boz genannt wird, sammelt die drei Frauen auf und versucht, Calisto zurückzuholen. Elena, anfangs noch ziemlich überfordert, beschließt, ebenfalls ein Engel zu werden, da sie es leid ist, immer nur die zweite Geige spielen zu müssen, und etwas in ihrem Leben bewegen will. Auf der Pferderennbahn misslingt ein weiterer Versuch, an „Calisto“ heranzukommen. Immerhin können sie Elenas ehemaligem Chef Peter zu einer Geldübergabe folgen, wo dieser schließlich ermordet wird. Mit Elenas Computerfähigkeiten gelingt es, die Killer vorübergehend aufzuhalten, dennoch gelingt diesen mit Hodaks Hilfe die Flucht. Da Boz nicht, wie sonst immer, zur Rettung erschienen ist, vermuten die Engel, sie könne ein Maulwurf sein. Als die Engel wieder in ihrem Versteck ankommen, versucht John, der inzwischen weiß, dass Boz ihn verfolgt, die Engel zu warnen, doch das Versteck explodiert. Plötzlich taucht neben John auch Boz wieder auf, wird aber von John niedergeschossen, welcher nun Elena in Sicherheit bringen will. Auch Hodak ist wieder anwesend. Sabina und Jane überleben knapp. Sie kommen zunächst bei Fatima unter, einer Bekannten, der sie zuvor eine alte Schuld beglichen hatten. Dort taucht auch Boz wieder auf, die dank schusssicherer Unterwäsche überlebt hat. Ein unbekannter Gegenspieler schafft es offenbar, ihnen immer einen Schritt voraus zu sein. Es wird schließlich klar, dass John dieser unbekannte Gegenspieler ist, der sein eigenes Netzwerk aufbaut. Auch Elena merkt dies, als John den Killer Hodak ins Zimmer lässt. Boz und die Engel überlegen nun, wie man John aufhalten kann. Derweil schlägt sich Elena mit Hodak herum und testet an John ihr neu gewonnenes Selbstbewusstsein. Sabina und Jane machen die Party ausfindig, auf der „Calisto“ und Elena vermutet werden. Es stellt sich heraus, dass auch Alexander zu den Gangstern gehört und John nun offenbar für ihn arbeitet. Doch auch Alexander wurde betrogen, und Elenas ehemaliger Kollege Langston ist als Druckmittel in Johns Hand geraten. Sabina und Jane kämpfen ein drittes Mal gegen Hodak, während John Elena und Langston durch eine umprogrammierte „Calisto“ beseitigen will, und besiegen ihn schließlich. Boz bekämpft schließlich John, der trotz seines hohen Alters noch immer ausgezeichnet kämpft. Die Engel können ihn allerdings aufhalten, da auf der Party mehrere Zufallsbekanntschaften auftauchen, die sich ebenfalls als Engel entpuppen. John erklärt nun seine Beweggründe für den Seitenwechsel: Er war wütend, dass man ihn nach über 40 Jahren Dienst nur mit einer Armbanduhr abgespeist und in den Ruhestand geschickt hat und er nicht der neue Charlie werden durfte. Es zeigt sich auch, dass Charlie selbst bereits eine Nachfolgerin hat, die sein Erbe angetreten hat.
Im Abspann wird Elena schließlich zum Engel ausgebildet.

## Entstehung & Veröffentlichung
| Figur                  | Darsteller          | Deutscher Sprecher |
| ---------------------- | ------------------- | ------------------ |
| Sabina Wilson          | Kristen Stewart     | Marie-Isabel Walke |
| Elena Houghlin         | Naomi Scott         | Maria Hönig        |
| Jane Kano              | Ella Balinska       | Alice Bauer        |
| Bosley „Boz“           | Elizabeth Banks     | Cathlen Gawlich    |
| John Bosley            | Patrick Stewart     | Kaspar Eichel      |
| Edgar Bosley           | Djimon Hounsou      | Tom Vogt           |
| Alexander Brok         | Sam Claflin         | Patrick Roche      |
| Hodak                  | Jonathan Tucker     | n.n.               |
| Peter Fleming          | Nat Faxon           | Johannes Berenz    |
| Jonny Smith            | Chris Pang          | Tobias Nath        |
| Saint                  | Luis Gerardo Méndez | Marius Clarén      |
| Langston               | Noah Centineo       | Sebastian Kluckert |
| Ralph                  | David Schütter      | Daniel Schütter    |
| Susan Olson            | Jane Chirwa         | n.n.               |
| Judo-Trainerin (Cameo) | Ronda Rousey        | n.n.               |

Die Dreharbeiten fanden zu großen Teilen in Hamburg statt. Neben der Elbphilharmonie wurde an der Binnenalster, in der Speicherstadt und der HafenCity gefilmt. Ein weiterer Drehort war Schloss Moritzburg bei Dresden, wo in knapp 14 Tagen Szenen der großen Party für die Visionäre des Jahres gedreht wurden.
Die deutsche Fassung entstand in den Studios der Berliner Synchron GmbH Wenzel Lüdecke. Dialogbuch und Regie lagen in den Händen von Nana Spier, die in 3 Engel für Charlie (2000) und 3 Engel für Charlie – Volle Power Drew Barrymore ihre Stimme lieh.
Die weltweiten Einnahmen aus Kinovorführungen belaufen sich bei einem Budget von 48 Millionen US-Dollar auf 73,28 Millionen US-Dollar, von denen der Film 17,8 Millionen im nordamerikanischen Raum einspielen konnte. In Deutschland verzeichnete er insgesamt 150.116 Kinobesucher. Angesichts der schwächer als erwarteten Kassenergebnisse nach der Premiere wurden die ursprünglich geplanten Werbeausgaben von rund 100 Millionen Dollar auf rund 50 Millionen US-Dollar reduziert. Der Film gilt als finanzieller Flop.

## Rezeption

### Kritik
Der Deutsche Filmdienst urteilte: „Die Neuauflage der US-Serienstoffes aus den 1970er-Jahren setzt ganz auf weibliches Empowerment und verbindet virtuose Action und Humor zu einem erfrischenden Spektakel, das spannend unterhält, auch wenn es gelegentlich etwas bemüht mit dem feministischen Zaunpfahl winkt.“
Björn Becher kritisierte bei Filmstarts: „Elizabeth Banks lässt ihre starken Hauptdarstellerinnen viel zu selten gemeinsam von der Leine – und so ist ihr Reboot von ‚3 Engel von Charlie‘ über weite Strecken doch ziemlich langweilig geraten.“
Gabriele Summen schrieb in der Fernsehzeitschrift Prisma: „Bei all den Schauplatzwechseln verliert Regisseurin und Koautorin Banks leider gelegentlich Dramaturgie, Witz und Spannung aus den Augen. …Insbesondere Kristen Stewart hilft mit ihrer intensiven Performance aber über holprige Plotschlaglöcher … hinweg. Insgesamt versucht Regisseurin Banks zu verkrampft, die feministische Flagge über diesem Film zu hissen.“
In der Süddeutschen Zeitung wertete Jan Jekal: „Die explizite Botschaft des Films: Ihr müsst nur an euch glauben, Frauen, dann könnt ihr alles schaffen! (Die implizite: Es schadet nicht, dafür jung, schlank und reich zu sein!).“ „Zwar verzichtet Banks weitgehend auf computergenerierte Bilder und umgeht so die Anämie digitaler Materialschlachten; allerdings zieht sie Wackelkamera und Stakkatoschnitt aufregenden Choreografien vor, weshalb ihre Actionsequenzen eher langweilig bleiben.“
Oliver Armknecht von film-rezensionen.de meinte, der Film „scheitert leider an zu wenig Enthusiasmus und zuviel falscher Ernsthaftigkeit. Vieles, wie Humor und Action, bleibt deutlich auf der Strecke und so haben die bezaubernden Mädels hart anzukämpfen gegen Langeweile und Belanglosigkeit. Lediglich Kristen Stewart erweist sich als riesiger Pluspunkt, der den Film dann wenigstens noch ein klein wenig zur Mittelmäßigkeit rettet.“
Falk Straub urteilte für kino.de und schrieb: „Der Cast ist (noch) divers(er), die feministische Botschaft eindeutig. Bei der Umsetzung hapert es allerdings am Budget, an erzählerischer Unberechenbarkeit, an einer konsequenten Figurenzeichnung, an der Chemie zwischen den Hauptdarstellerinnen und an Subtilität.“ „Die Locations und Stunts sind eine Nummer kleiner, die Kampfchoreografien etwas hektischer und die Aufnahmen vor Green Screens zu häufig als solche zu erkennen. Das Drehbuch führt jeden Engel mit anderen Fähigkeiten ein, wirft diese dann aber munter durcheinander. Der doppelte Plottwist ist vorhersehbar, die Absage an alte Männer, die zu lange an ihren Posten kleben, stets ein wenig zu plump. Der Humor schwankt zwischen gelungen und sichtlich bemüht. Und während Kristen Stewart, Ella Balinska und Naomi Scott in ihren Einzelepisoden durchaus überzeugen, wirkt ihr Zusammenspiel reichlich bemüht.“

### Auszeichnungen
Bei den Satellite Awards 2019 wurde Don’t Call Me Angel als „Bester Filmsong“ nominiert.